# Hunterian Museum and Art Gallery
Le Hunterian Museum and Art Gallery de l'université de Glasgow, ouvert en 1807 grâce à un legs de l'anatomiste William Hunter, est le plus ancien musée public d'Écosse. Ses services et collections sont répartis entre divers bâtiments du campus principal de l'université, à l'Ouest de la ville de Glasgow.

## Histoire
En 1783, l’obstétricien et professeur d'anatomie William Hunter lègue sa collection privée à l'université de Glasgow et le financement pour la création d'un musée, qui ouvre ses portes en 1807. Il change plusieurs fois d'emplacement jusqu'en 1870 où il rejoint un bâtiment de Gilbert Scott. Des sections sont réparties désormais sur plusieurs sites de l'université.

## Collections
Le musée abrite plus de 900 peintures, 40 000 œuvres sur papier et un fonds d'art décoratif. La galerie comprend la maison Mackintosh restituant l’aménagement domestique des époux Charles Rennie Mackintosh et de sa femme Margaret Macdonald. Il conserve également des aquarelles de James McNeill Whistler . Il comprend une section archéologique, avec notamment d’importants vestiges romains des Ier et IIe siècles ap. J.-C., comme des autels et des pierres tombales. Le fonds ethnographique est en partie constitué par les objets ramenés par les voyages du capitaine James Cook dans les mers du Sud et sur la côte nord-ouest de l'Amérique du Nord en 1769-1780, ainsi que ceux ramenés par des missionnaires des îles du Pacifique. Les 80 000 médailles et pièces de monnaie forment l'une des plus importantes collections du monde et la première d'Écosse, avec des pièces grecques, romaines, médiévales et de l'Écosse contemporaine. Les collections médicales et anatomiques se composent de matériels amassés par Wiliam Hunter dans le cadre de ses activités de recherche et d'enseignement. Elles recèlent des tissus, des organes et des squelettes humains. Les moulages en plâtre d'utérus en gestation sont parmi les pièces marquantes du fonds. Le musée compte aussi 120 000 spécimens de roches et de minéraux, ainsi qu'environ 1 500 pierres précieuses taillées et 70 météorites,